# جهاز قياس السعة

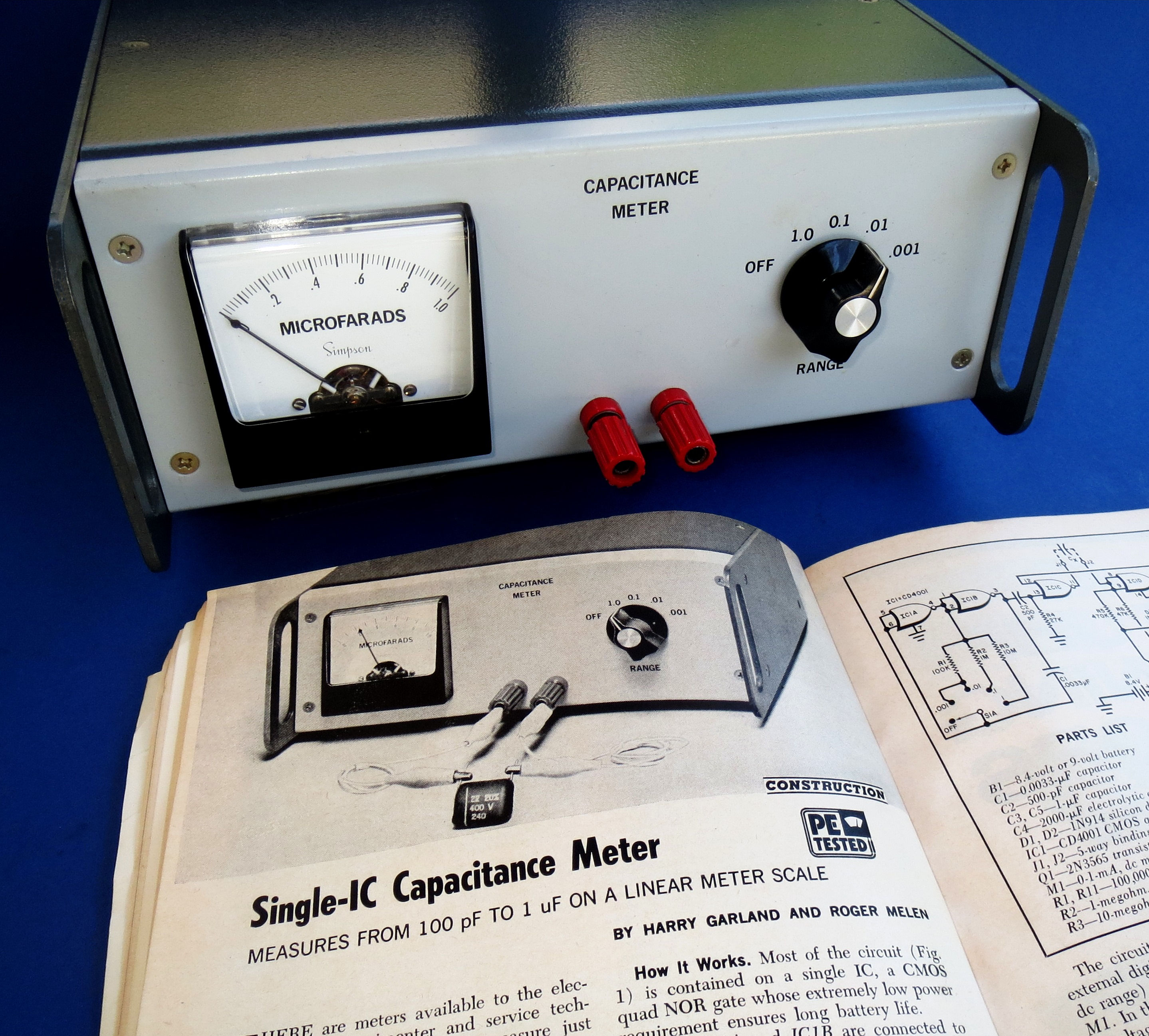
جهاز قياس السعة صممه هاري غارلاند وروجر ميلين.

جهاز قياس السعة (بالإنجليزية: capacitance meter) هو جهاز إلكتروني يُستخدم لقياس السعة الكهربائية، خاصة للمكثفات المنفصلة. بحسب درجة تطوره، يقتصر الجهاز على عرض قيمة السعة، أو يشمل قياس معلمات إضافية مثل التيار المتسرب، والمقاومة المكافئة المتسلسلة، والمحاثة.
في معظم الحالات، يجب فصل المكثف عن الدارة لقياس السعة، بينما يمكن قياس المقاومة المكافئة المتسلسلة دون فصله.

## طرق فحص بسيطة دون مقياس متخصص
يمكن إجراء بعض الفحوصات دون استخدام جهاز متخصص، خصوصًا للمكثفات الإلكتروليتية المصنوعة من الألمنيوم، والتي تمتاز بسعتها العالية وقابلية تعرضها للتسرب. يمكن لجهاز قياس متعدد مضبوط على وضعية قياس المقاومة أن يكشف عن مكثف في حالة قصرإذا أظهر مقاومة منخفضة جدًا، أو مكثف ذو تسرب العالي إذا أظهر مقاومة مرتفعة أقل من القيمة المثالية، يمتلك المكثف المثالي مقاومة تيار مستمر لا نهائية. يمكن تقدير السعة بشكل تقريبي باستخدام جهاز قياس تماثلي في نطاق مقاومة مرتفع عبر ملاحظة حركة المؤشر عند توصيل الجهاز لأول مرة، حيث يتدفق تيار لشحن المكثف فيتحرك المؤشر من مقاومة لا نهائية إلى قيمة منخفضة نسبيًا، ثم يعود تدريجيًا إلى مالا نهاية. تدل شدة حركة المؤشر على قيمة السعة، ويتطلب تفسير النتائج خبرة أو مقارنة بمكثف سليم، وتعتمد على نوع الجهاز المستخدم ونطاق القياس المختار.